# Lingapura, Krishnarajpet
Lingapura là một làng thuộc tehsil Krishnarajpet, huyện Mandya, bang Karnataka, Ấn Độ.